# Lois Chiles
Lois Chiles (født 15. april 1947 i Houston i USA) er en amerikansk skuespillerinde. Hun er bedst kendt for sin rolle som Holly Goodhead i James Bond-filmen Moonraker fra (1979).